# 駒尾真子
駒尾 真子（こまお まこ、1982年3月16日 - ）は日本の小説家。東放学園映画専門学校デジタル文芸科卒。その後、あかほりさとるに弟子入りし、現在では主に、コミック作品のノベライズや、オリジナル作品などを手がけている。ガールズラブ作品の漫画原作の担当もしている。テーブルトークRPGのプレイヤー役もこなしている。

## 作品リスト

### 小説
- かしまし 〜ガール・ミーツ・ガール〜
  - かしまし 〜ガール・ミーツ・ガール〜　ISBN 4-8402-3268-7
- ジャッジメントちゃいむ

1. ISBN 978-487-03188-30　2.ISBN 978-433-19001-30
- 恋姉妹(百合姉妹vol.2 - vol.5、その後「初恋姉妹」にタイトル変更され、コミック百合姫vol.1に掲載。未単行本化。）
- ワイルドブーケ 花の咲かないこの世界で ISBN 4-7580-4020-6
- ワイルドブーケ 想いを綴る花の名は ISBN 978-4-7580-4050-1
- 小説　素敵探偵ラビリンス（上） 狙われたオーブ・サフィール ISBN 978-4-06-373317-4
- 小説　素敵探偵ラビリンス（下） 暁のスターグレーサファイア ISBN 978-4-06-373319-8
- BLAZBLUE‐ブレイブルー‐ フェイズ0 ISBN 978-4-8291-4592-0
- BLAZBLUE‐ブレイブルー‐ フェイズシフト1 ISBN 978-4-8291-4617-0
- BLAZBLUE‐ブレイブルー‐ フェイズシフト2 ISBN 978-4-8291-4630-9
- BLAZBLUE‐ブレイブルー‐ フェイズシフト3 ISBN 978-4-8291-4671-2
- BLAZBLUE‐ブレイブルー‐ フェイズシフト4 ISBN 978-4-8291-4689-7
- BLAZBLUE‐ブレイブルー‐1 カラミティトリガー〈上〉 ISBN 978-4-8291-4707-8
- BLAZBLUE‐ブレイブルー‐2 カラミティトリガー〈下〉 ISBN 978-4-8291-4729-0
- BLAZBLUE‐ブレイブルー‐3 コンティニュアムシフト〈上〉 ISBN 978-4-8291-4747-4
- BLAZBLUE‐ブレイブルー‐4 コンティニュアムシフト〈下〉 ISBN 978-4-04-070017-5
- 12人の優しい殺し屋 CROSS BORDER（月刊アニメージュ連載） ISBN 978-419-72027-75

### 漫画
- 初恋姉妹１　ISBN 978-4-7580-7002-7（コミック脚本担当）

### テーブルトークRPG
- ダブルクロス The 3rd Edition リプレイ・コスモス（プレイヤー役）
- アリアンロッド2E・リプレイ・アイテムマスターズ（プレイヤー役）